# 連立政権
連立政権（れんりつせいけん、英語: coalition government）とは、複数の政党による政権のことである。
また、複数の政党から成り立つ内閣を連立内閣と呼ぶ。
ただし、第2次橋本内閣のように組閣は自民党単独であるが、閣外協力の形で、社民党、新党さきがけのような政党が、連立政権に参加するといったパターンも考えられる。
そのため組閣は単独だが、閣外協力をする与党が存在する場合を新聞などでは「連合政権」といって区別することもある。
多くの場合議院内閣制をとる国で、どの政党も議会内において単独で過半数を制し得ないときに成立する。
また政党システムが二大政党制となっている場合には一政党が単独で過半数を制することが多いので成立しにくいが、多党制となっている場合には単独政党では過半数に及ばないことが多いので成立しやすい。

## 各国の連立政権

### イギリス
イギリスでは20世紀前半の両世界大戦と世界恐慌という非常時における挙国一致内閣としての連立政権が現れる。2010年の総選挙の結果としていずれの党も半数議席を割ると、第1党の保守党と第3党の自由民主党が連立したが、2015年の総選挙で保守党が単独過半数を得ると連立は解消されている。

### スペイン
1978年の民主化以降は、長らく単独の政党によって組閣が行われてきたが、2020年1月にサンチェス首相が率いるスペイン社会労働党（PSOE）とウニダス・ポデモスとの連立政権（第2次サンチェス内閣）が発足した。

### ドイツ
比例代表制を採用している国では、大政党といえど過半数が取れないことが多く、例えばドイツ連邦共和国は戦後の内閣はすべて連立政権である。
キージンガー政権や第1次メルケル政権のように、普段は競合関係にある二大政党が何らかの理由で連立政権を組むような場合は「大連立」と呼ぶ。
ドイツの連立政権は、各政党のシンボルカラーを並列した名称で呼ばれる。5大政党のシンボルカラーは、ドイツキリスト教民主同盟 / キリスト教社会同盟 が黒、自由民主党が黄、ドイツ社会民主党が赤、同盟90/緑の党が緑、左翼党が赤（赤紫）。2009年連邦議会選挙の結果、これまでの「黒赤」左右大連立から中道右派の「黒黄」連立へと与党の組み替えが行われた。
2021年ドイツ連邦議会選挙で、ドイツ社会民主党、同盟90/緑の党、自由民主党の3党から成るショルツ連立政権が発足した。ドイツでは州レベルでは3党連立政権は過去にもあったが、連邦レベルでは今回が初めてだ。

### ベルギー
2011年12月10日、6つの政党が連立した。第1党の新フラームス同盟は連立に参加しない。

### レバノン
レバノンではサード・ハリーリー首相が党首を務める未来運動などの親米反シリア政党の連立政権3月14日連合が現在政権を担っている。ラフィーク・ハリーリー元首相らが暗殺された後の反シリア派勢力による杉の革命によって政権が逆転し大連立を組むことになった。対するヒズボラ、アマルなど野党の親シリア派は3月8日連合を組み政権奪取を目指している。

### 日本
日本では、戦前や戦後の混乱期、1955年（昭和30年）の保守合同で自由民主党が成立するまでは連立政権が多く見られた。以後、長期にわたって自民党の単独政権が続いた。いわゆる55年体制以降で連立政権が初めて誕生したのは1983年（昭和58年）の自由民主党と新自由クラブとの連立である。1979年（昭和54年）の衆議院総選挙直後、第2次大平内閣の発足時は伯仲国会となり、新自由クラブとの閣内連立を模索したこともあったが、結局与党内の反発や新自由クラブ内での路線対立などもあってご破算になった。
しかし、1986年（昭和61年）の死んだふり解散による衆参ダブル選挙において自民党が衆参で絶対安定多数を確保して連立相手の新自由クラブが吸収合併されると、暫くはまた自民党の単独政権が続いた。また、1989年（平成元年）の第15回参議院議員通常選挙で、自由民主党が非改選議席を合わせても過半数に届かず大敗を喫したが、当初は野党、特に公明党と民社党との妥協を図る自公民路線で自民党単独政権を維持していた。
状況が一変したのは、8党連立となった1993年（平成5年）の細川内閣以降である。これ以降は、衆議院で単独過半数または絶対安定多数を獲得した政党は現れたが、参議院で単独過半数を得る政党が出現せず、連立を組まざるを得ない状況が慢性化している。
この結果、2005年のいわゆる郵政選挙で自民党が衆議院で絶対安定多数の議席を得ながら公明党に配慮したり、2009年（平成21年）大勝した民主党も、普天間基地移設問題や予算編成において、社会民主党と国民新党の主張の前に立ち往生する場面があり、少数政党も一定の発言力をもつようになった。
また、参議院での重要案件の処理をめぐる議事運営によって、政権の命運を左右されることがしばしばあり、相対的に参議院の存在感が高まり影響力を強めた人物も現れた。自民党の青木幹雄や民主党の輿石東はその代表である。
2024年（令和6年）10月1日現在、日本の政権は自由民主党、公明党による自公連立政権である。
| 保守連立政権                              | 保守連立政権                                                                           |
| ----------------------------------------- | -------------------------------------------------------------------------------------- |
| 第2次中曽根内閣                           | 自由民主党・新自由クラブ                                                               |
| 非自民・非共産連立政権                    |                                                                                        |
| 細川内閣                                  | 日本新党・日本社会党・新生党・公明党・民社党・新党さきがけ・社会民主連合・民主改革連合 |
| 羽田内閣                                  | 新生党・公明党・日本新党・自由党・民社党・社会民主連合・改革の会                       |
| 自社さ連立政権                            |                                                                                        |
| 村山内閣                                  | 日本社会党・自由民主党・新党さきがけ・（政務次官のみ自由連合）                         |
| 第1次橋本内閣                             | 自由民主党・社会民主党・新党さきがけ                                                   |
| 自自連立政権                              |                                                                                        |
| 小渕第1次改造内閣                         | 自由民主党・自由党                                                                     |
| 自自公連立政権                            |                                                                                        |
| 小渕第2次改造内閣                         | 自由民主党・自由党・公明党・（政務次官のみ改革クラブ）                                 |
| 自公保連立政権                            |                                                                                        |
| 第1次森内閣 第2次森内閣                   | 自由民主党・公明党・保守党・（政務次官のみ改革クラブ（第1次まで））                    |
| 第1次小泉内閣                             | 自由民主党・公明党・保守新党                                                           |
| 第一次自公連立政権                        |                                                                                        |
| 第2次小泉内閣 第3次小泉内閣               | 自由民主党・公明党                                                                     |
| 第1次安倍内閣                             | 自由民主党・公明党                                                                     |
| 福田康夫内閣                              | 自由民主党・公明党                                                                     |
| 麻生内閣                                  | 自由民主党・公明党                                                                     |
| 民社国連立政権                            |                                                                                        |
| 鳩山由紀夫内閣                            | 民主党・社会民主党・国民新党                                                           |
| 民国連立政権                              |                                                                                        |
| 鳩山由紀夫内閣                            | 民主党・国民新党                                                                       |
| 菅直人内閣                                | 民主党・国民新党                                                                       |
| 野田内閣                                  | 民主党・国民新党                                                                       |
| 第二次自公連立政権                        |                                                                                        |
| 第2次安倍内閣 第3次安倍内閣 第4次安倍内閣 | 自由民主党・公明党                                                                     |
| 菅義偉内閣                                | 自由民主党・公明党                                                                     |
| 第1次岸田内閣 第2次岸田内閣               | 自由民主党・公明党                                                                     |
| 第1次石破内閣 第2次石破内閣               | 自由民主党・公明党                                                                     |

## 連立成立までの過程
2つ以上の政党が連立を形成するのは、どの政党も単独で過半数を制し得ない場合が大半である。この時多くの場合第1党が他の政党と連立を形成し、政権を成立させる。こうした場合どのような政党の組み合わせで連立が形成されるのかに関して、政治学では多くの研究がなされてきた。
最も古典的な理論は、ウィリアム・ライカーにより構築された。ライカーのモデルにおいて連立形成は、ゼロ・サムゲーム（ゼロ和ゲーム、参加者の利得の合計が0となるようなゲーム）と看做される。ここでアクターとしての政党が合理的に行動する、すなわち自らの利益・効用及び選好を最大化するように行動すると仮定する。その場合政党は連立による利得の分け前、具体的には政権のポストの獲得をできる限り最大化しようと行動する。一方でアクターとしての政党は、政権につくために自らの利得を相手に分け与える。従って利得を分け与える相手が少なければ少ないほど良いこととなり、連立に参加する政党の数は少なければ少ないほど良い。すなわちこのような仮定からライカーは、どの政党が欠けても過半数を割るような政党の組み合わせによる連立が成立する可能性が最も高いことを示した。このような組み合わせを、最小勝利連合という。ここで簡単な例を設定して説明を試みる。
1. A党：270
2. B党：230
3. C党： 60
4. D党： 40

ここでの議席総数は600、過半数は301である。当然、議院内閣制の下での連立形成ゲームと仮定する。第1党たるA党は270議席で過半数に達しておらず、政権成立のために連立を形成しなければならない。ここでもう一つの政党と連立を組めば過半数に達するので、連立は2政党で形成されるのが利得の観点から言ってAにとって望ましい。しかし、B党のように議席数の多い政党と連立を組むと、分け前は少なくなる。議席数の最も少ないD党と連立を組めば、半数を超えることわずか9であるが分け前を最大化することが可能である。一方他の政党としては政権に参加して分け前に与るようにするのが合理的である。このような場合、A党は選択肢の中から選好関係をD党との連立＞C党との連立＞B党との連立というふうに順序付ける。従ってまずD党との連立交渉にのぞむ。B、C、D党にとっても自らの利得を最大にするには3党連立より2党連立の方が望ましいので、A党との連立を最も望む。従ってA党とD党との最小勝利連合が成立する。
ところでとりわけB党に関しては異なる解釈も出来る。B党がC党、D党と組んで連立を形成すれば、B党は首相職を手に入れることが出来さらに連立政権の中では第一党なので多くの利得を得ることが出来る。この利得をA党との2党連立の場合の利得よりも高くB党が評価した場合、B党は3党連立を望む。しかしC党やD党は自らの利得の観点から、B党の提案する3党連立よりもAとの2党連立を好む。従ってこの場合でもA党とD党の最小勝利連合が成立する。
また多くの国では第1党が政権を担当するという慣例ないしはルールが確立されている。この場合、B、C、D党は自ら主体的に交渉を行うことはできない。よって交渉で合意して政権に参加するという選択肢と政権に参加しないという選択肢しか存在しない。どの党もこの2つの選択肢ならば政権に参加するほうを選択する。この結果、A党とD党の連立という最小勝利連合が成立することになる。
ライカーはこの理論を著書The Theory of Political Coalitions（1962年）に纏めている。なおこれは、ゲーム理論を政治学に応用した最初の著作の一つである。何故ならばゲーム理論は戦略的状況を分析するのに有用な手段であるからだ。戦略的状況とは、複数のアクターが存在し、或るアクターの選択・行動が他のアクターの選択やそこからの利得に影響を与える状況を指す。政党をアクターとすると、政権成立過程はこの戦略的状況にあたる。
このライカーの最小勝利連合の理論を継承し発展させたのが、ロバート・アクセルロッドの分析である。アクセルロッドはライカーと同じく政党の合理性を仮定しつつ、分け前の最大化という観点に政策的要素を加味した。これは政策それ自体が政党の選好の表明であるからである。すなわち政党は特定の政策を掲げ、それを実現することで利益や効用を得る。そこでアクセルロッドは、ポストのような連立の分け前の最大化と政策実現の最大化を共に図れるような連立の枠組みが帰結として導かれるとした。より厳密には、ポストなどの分け前と政策実現の度合いの組み合わせから得られる利得の最大化を可能にする枠組みである。これを最小連結勝利連合という。具体的には最小勝利連合のようにより過半数に近い議席数となるような、大政党と小政党の連立である。しかし、これは同時に連立を組む2政党の政策上の違いがより少なくなるような組み合わせでもある。
実際に見られる連立政権の形成においても、上記の理論で見たような最小連結勝利連合を含めた広義での最小勝利連合はほぼ成立すると言える。しかしまれにスイスのマジック・フォーミュラーのように大連立と言われる大政党同士の連立が見られ、またその場合連立を構成する政党の政策上の違いは大きい。例えば2005年のドイツ連邦議会選挙の結果、ドイツでは大連立のメルケル政権が誕生した。まずここでこの選挙の結果を示すこととする。
| 会派名                                            | 改選後議席 | 改選前議席 | 増減 |
| ------------------------------------------------- | ---------- | ---------- | ---- |
| ■キリスト教民主同盟・キリスト教社会同盟 (CDU/CSU) | 226        | 248        | -22  |
| ■社会民主党 (SPD)                                 | 222        | 251        | -29  |
| ■自由民主党 (FDP)                                 | 61         | 47         | +14  |
| ■左翼党                                           | 54         | 2          | +52  |
| ■同盟90/緑の党 (Grüne)                            | 47         | 51         | -4   |
| 合計                                              | 610        | 599        |      |

まず広義の最小勝利連合の理論に従って、政権成立の過程を予測してみる。第1党となった CDU/CSU はまず政策上の違いの最も小さい FDP との連立を模索するが、議席数は合わせて287であり両党では過半数に及ばない。次に同盟90/緑の党、及び左翼党と連立協議を行うこととなる。しかし同盟90/緑の党、左翼党との政策上の違いは SPD との政策上の違い以上に大きい。そこで当然両党の一方との連立は困難が予想される。実際に CDU/CSU は選挙前から連立の予測されていた FDP、及び緑の党との連立協議に臨んだ。しかし CDU や FDP と同盟90/緑の党との主に経済政策上での隔たりは大きく、これは成功しなかった。結局広義の意味での最小勝利連合、すなわち最小連結勝利連合が成立するような環境は整わず、大連立の成立ということになった。しかしまず CDU、FDP、同盟90/緑の党の三党連立が模索されたということは、政党が合理的に行動しまず最小勝利連合を模索することを示している。これは政党にとっては最小勝利連合（最小連結勝利連合）が望ましく、最小勝利連合を形成するために最大限の努力をすることを示す。このことから広義の最小勝利連合の理論は妥当性を持つと言えるだろう。
一方比例代表制をとる場合には、政党連合を形成して選挙に臨むケースがある。この場合中道右派と中道左派の二つの主要な連合に分かれることが多い。また一つの政党連合全体で他の政党もしくは政党連合の議席を上回った場合、この政党連合はそのまま連立を形成する。例えば、イタリアやスウェーデンはその典型的な例である。スウェーデンにおける2006年の総選挙では、穏健党・中央党・自由党・キリスト教民主党の四党からなる中道右派の政党連合「スウェーデンのための連合」が全349議席のうち過半数の178議席を獲得し四党連立政権が誕生した。しかし「スウェーデンのための連合」のうち最大の議席数を持つ穏健党の議席は97で、第1党の社会民主労働党（130議席）に及ばず第2党である。すなわち選挙結果が確定した後第1党が中心となって連立を形成する通常の連立形成パターンとは大きく異なる。むしろここでは政党連合、すなわち「スウェーデンのための連合」と中道左派の社会民主・緑の党・左翼党の政党連合のそれぞれが一枚岩的な単位すなわち政権成立過程における単一のアクターとみなされる。この意味でこのケースは連立政権ではあっても典型的な連立政権成立過程をとらず、むしろ二大政党制の場合に見られるような選挙の結果そのまま政権の枠組みが決まる単一政権の成立過程に近いと言える。